# SymplyRISC
Simply RISC es un grupo que lo conforman especialistas que provienen de diferentes países como de Catania, en Italia, y Bristol, en Inglaterra. Trabajan en un proyecto libre, que lo publicaron su diseño bajo licencia GPL, es decir, la misma licencia del kernel Linux.
El primer diseño publicado es el S1 Core, vendría a ser como una edición recortada del multiprocesador OpenSPARC T1, que se encuentra en PDAs, cámaras digitales y otros aparatos móviles. Es compatible con las distribuciones OpenSolaris y GNU/Linux que operan en 64 bits, como Gentoo, Ututo o Ubuntu, y puede ejecutar cuatro hilos concurrentes al mismo tiempo. La firma Sun Microsystems está detrás de todo esto, porque espera generar en el capo del hardware libre lo que se ha generado en el del exitoso software libre y la misma espera beneficiarse en que los ingenieros que se destinen a trabajar en esta tarea podrían mejorarlo enormemente, y a bajo costo.